# Молодняк

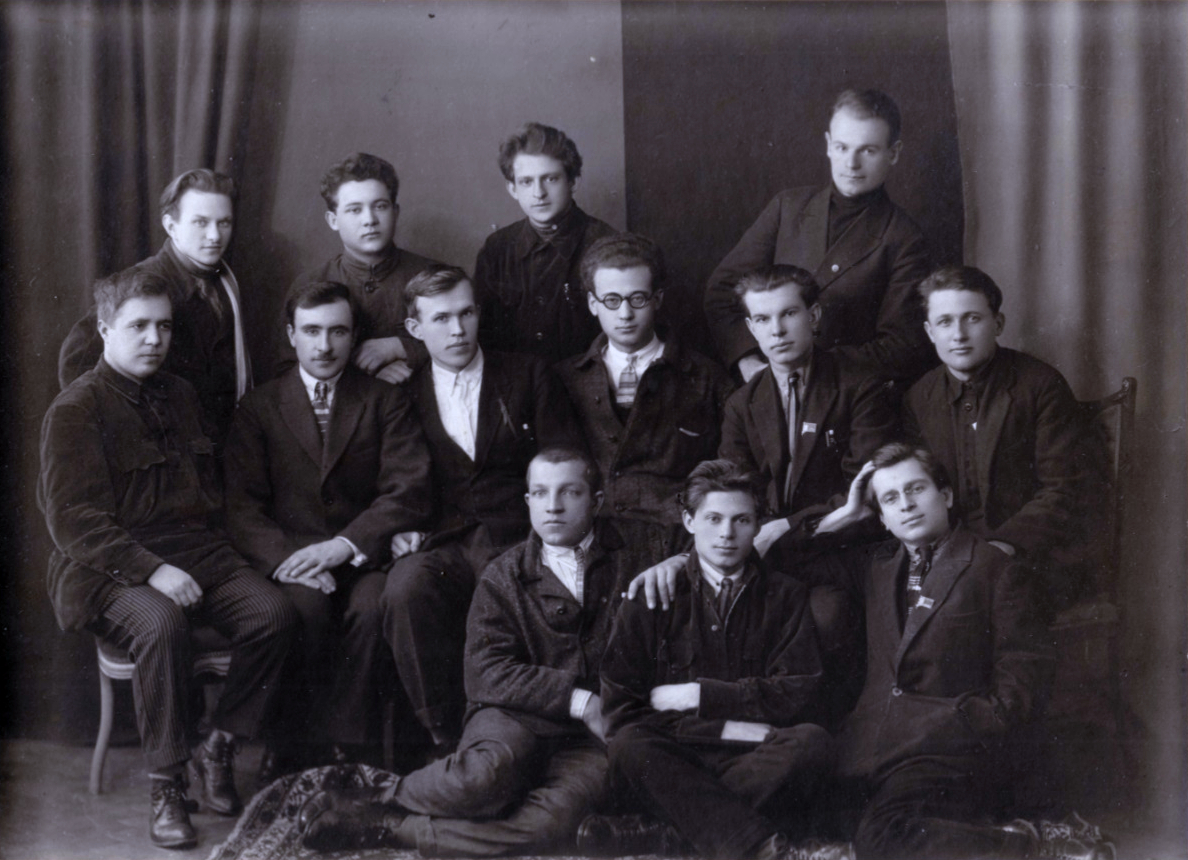
Фотография комсомольских писателей Украины, сделанный в 1927 г.

Молодняк — литературная организация комсомольских писателей Украины, созданная П. Усенко в ноябре 1926 в Харькове.

## История
В «Молодняк» вошла часть молодых писателей, ранее членов литературных организаций «Плуг» и «Гарт».
Участники организации объединялись вокруг одноименного журнала «Молодняк», выходившего в 1927—1934 в Харькове, а в 1935—1937 — в Киеве (с 1937 под названием «Молодой большевик»).
Возглавлял литературную организацию П. Усенко, в 1927—1931 он же был редактором его печатного издания.
Филиалы «Молодняка» были созданы в Сталино, Николаеве, Запорожье, Днепропетровске, Кременчуге и других городах УССР.
«Молодняк» объявил себя «боевым отрядом литературного пролетарского фронта». Здесь не обошлось без вульгаризации искусства: идеологически выдержанный рифмованный слоган ставилось выше лирического стихотворения; романтика объявлялась чуждой и враждебной пролетариату. Статьи молодых критиков были отмечены ортодоксальностью, грубой расправой с инакомыслящими. Этим проявлениям противостояло объединение «МАРС».
Совместно с ВУСПП активно подключилась к кампании поисков литераторов-националистов и способствовала процессу ликвидации существующих независимых литературных объединений, созданию единой централизованной писательской организации, полностью подконтрольной большевистской партии.
И организация, и журнал немало сделали для активизации литературного творчества молодежи, выявления талантов. В то же время своей агрессивной большевистской ортодоксальностью и грубыми наскоками на инакомыслящих, выступлениями против ВАПЛИТЕ, организация способствовала деморализации украинской литературы.
«Молодняк» был ликвидирован в апреле 1932 в связи с постановлением ЦК ВКП(б) «О перестройке литературно-художественных организаций».
Большинство членов «Молодняка» было позже принято в Союз писателей Украины.

## Некоторые участники
В харьковскую группу «Молодняка» входили Савва Голованивский П. Усенко, Л. Первомайский,
В. Кузьмич, Д. Гордиенко, Г. Мизюн, А. Крашаница, И. Момот, П. Голота, А. Кундзич, Я. Гримайло, И. Багмут и др.
Участниками «Молодняка» в Киеве были Б. Коваленко, Н. Шеремет, А. Корнейчук, П. Колесник, А. Шиян и др., в Сталино — А. Клоччя